# Celeirós (Friões)
Celeirós, é uma aldeia portuguesa, da freguesia de Friões, Município de Valpaços com cerca de 102 habitantes, constituindo, em termos populacionais (população residente) a maior aldeia da freguesia.

## Localização
Atravessada pela estrada Municipal 541, situa-se no extremo sul da autarquia; Termina celeirós, acaba a freguesia de Friões e começa a de Santiago da Ribeira de Alhariz. As localidades mais próximas de Celeirós são Chamoínha (Santiago da Ribeira), Vilaranda e Ferrugende. Há um caminho de terra batida entre Celeirós e Ferrugende que atravesa o profundo vale na confluência dos ribeiros Lamalonga e Albagueiras, a segunda é tributária da primeira e encontam-se num lugar designado por Ribeira, o ribeiro Lamalonga vai encontar-se com o rio Torto que vem de Vilarinho, cerca de 2 Km mais a sul, na Regaça. Celeirós dista 3 km de Friões, 14 km de Valpaços e cerca 21 km da cidade de Chaves.

## Atividade Económica
A População de dica-se essencialmente à agricultura e pecuária, existindo também construção civil e serrelharia

## Topónimo
A Palavra Latina Cellarius, significa celeiros em português, ou seja depósitos de provisões ou víveres (essencialmente cereais), destinados a um determinado grupo ou instituição. O termo evoluiu para português arcaico dando Celleros, onde a última sílaba ganhou proeminência tónica, dando origem ao nome Celeirós.

## História
Celeirós, destaca-se pelo papel que desempenhou nas políticas e conflitos municipalistas medievais,nos conflitos travados entre a Vila de Chaves (então o maior município de Trás-os-Montes) e a “terra” de Montenegro. A origem destes conflitos residia no facto de esta última se pretender autonomizar da primeira (Chaves). D. Dinis aceitou as reivindicações e decretou que se criasse a Vila de Montenegro sobre o cabeço que dominava Celleros, passando a chamar-se “Vila Boa de Montenegro”. A carta de foral foi atribuída no dia 12 de Julho de 1301.
Vila Boa de Montenegro, deu origem à atual Vila de Carrazedo de Montenegro, (Carrazedo, vem de carrasco, uma espécie de pequeno carvalho, e Montenegro, trata-se da vegetação escura da Serra da Padrela).
Nessa altura Celeirós, um feudo medieval dominado por um senhor feudal apoiou a criação do município da Vila Boa de Montenegro.

## Património
- Igreja de Nossa Senhora da Assunção
- Casa Medeiros, tipo casa senhorial, (integrada nos roteiros de turismo rural)

## Festas e Romarias
Realiza-se todos o anos, no dia 15 de Agosto, uma festa religiosa em honra da padroeira, Nossa Senhora da Assunção

## A Perdiz
perdiz-vermelha ou perdiz-comum (Alectoris rufa)  é uma espécie da família Phasianidae (faisões), da ordem Galliformes, ou galináceos. A perdiz-vermelha ocupa habitats algo variados, incluindo searas. É uma ave gregária que vive em grupos.
Habita em toda a Península Ibérica, no sul da França e no médio oriente.
É uma espécie muito caçada, principalmente na Península Ibérica, o que pode conduzir à sua extição, como ocorreu com a perdiz cinzenta. Devemos ter sempre presente que é infinitamente mais bele obervar uma perdiz com filhotes num campo selvagem do que dar um tiro a uma perdiz.

### Alimentação
Alimenta-se preferencialmente de sementes e rebentos de plantas bravias e agrícolas, consumindo também insectos (componente principal da alimentação dos perdigotos), moluscos e outros invertebrados.

### Esconde-se
Esconde-se para se defende, tanto no caso dos adultos como dos perdigotos, não costuma usar o voo como meio de fuga, preferindo correr e esconder-se. O voo é normalmente utilizado como último recurso de fuga, voando poucos metros até uma zona com mato mais denso.Executa voos curtos e pesados, mas rápidos e direitos, emitindo um som muito característico.

### Acasalamento
A demarcação do território é uma incumbência dos machos,e também a sua defesa (são bastante agressivos e não toleram a presença de outros). As fêmeas são atraídas através do chamamento característico. A escolha do local para o ninho é em geral da responsabilidade do "perdigão".

### Ovos e Perdigotos
O número da postura ronda pode variar entre 12 e 20 Ovos, sendo 14 o número mais comum.  Os ovos são incubados pela fêmea entre 23 e 26 dias. Se houver uma segunda postura, o macho fica encarregue da incubação de um ninho. Como é uma espécie nidífuga, os perdigotos abandonam o ninho à nascença, permanecendo a ninhada junto da fêmea. O primeiro voo ocorre normalmente por volta das seis semanas de idade.

### Predadores
Os principais predadores são a raposa (Vulpes vulpes), o ginete, o gato-bravo, aves de rapina, o javali (Sus scrofa) e os corvídeos, estes últimos predando principalmente os ninhos e perdigotos; mas o principal predador é o homem.

## Localidades Homónimas
- Celeirós, Braga, Braga, C. Postal 4705-470, 2 500 h
- Celeirós do Douro, Sabrosa, Vila Real, C. Postal 5060-020, 270 h
- Celeirós, Valpaços, Vila Real, C. Postal 5430-121, 85 h

## Galeria Fotográfica

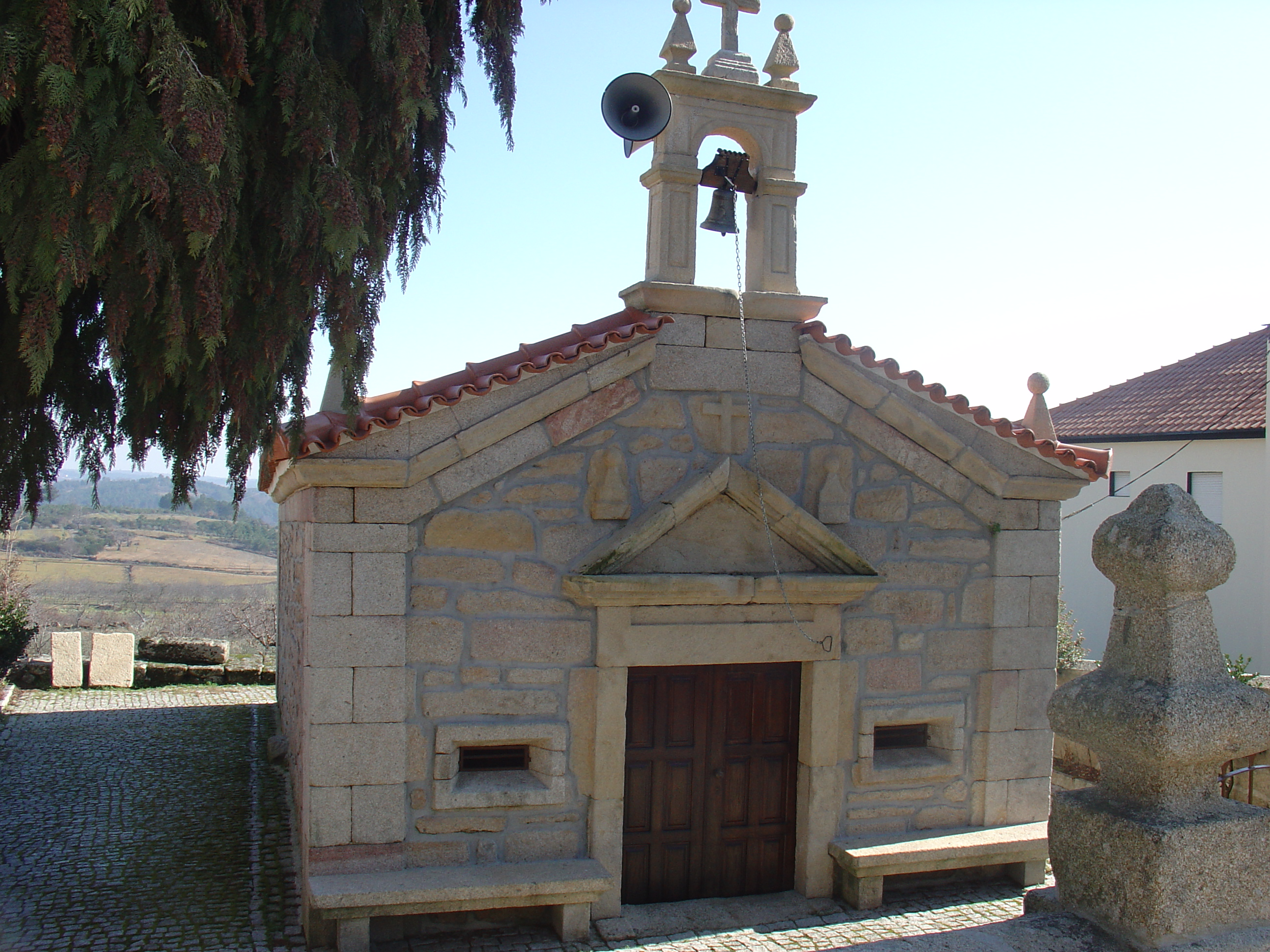
Capela de N.S. da Assunção
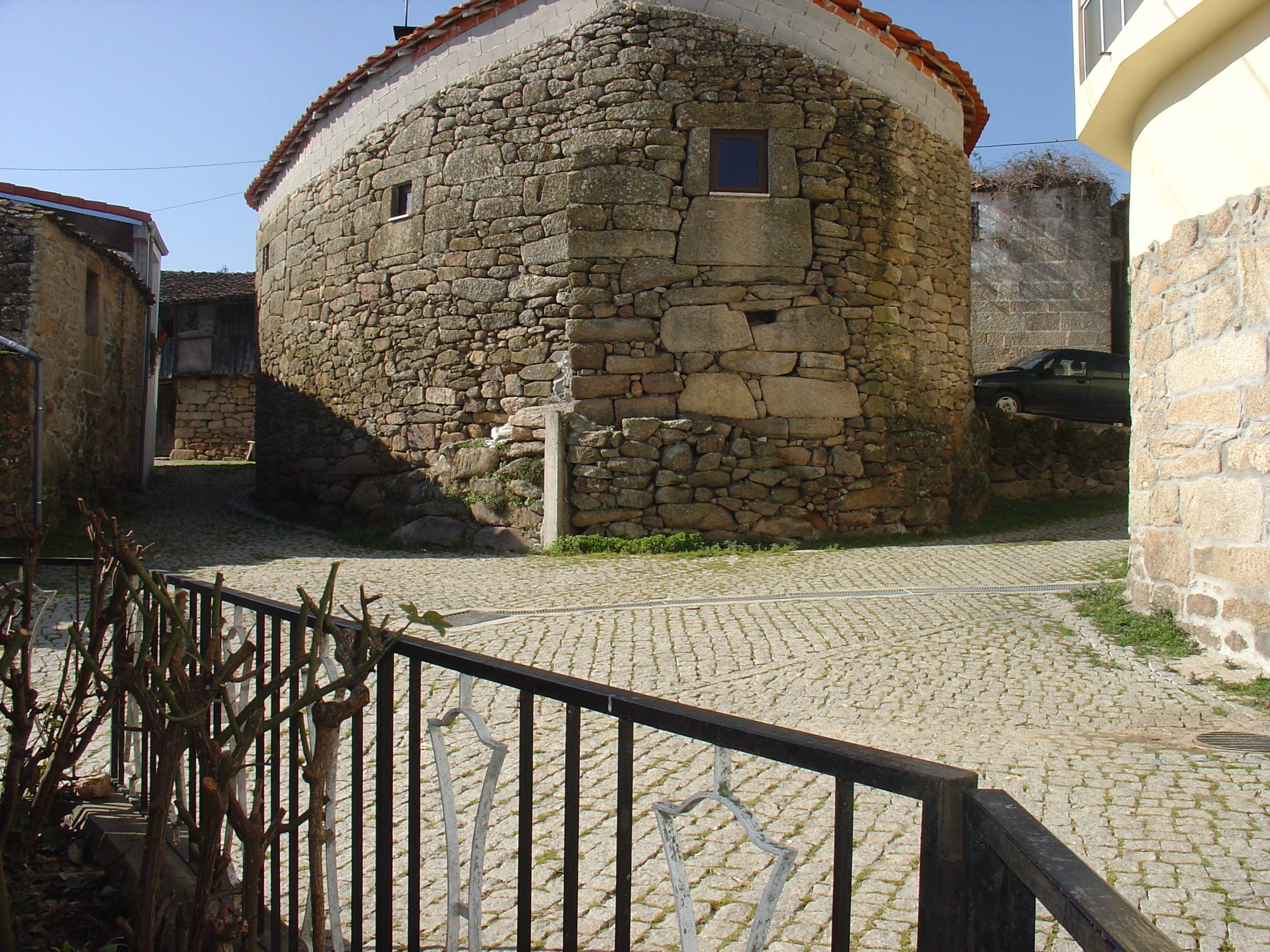
Bairro da Casa Oval
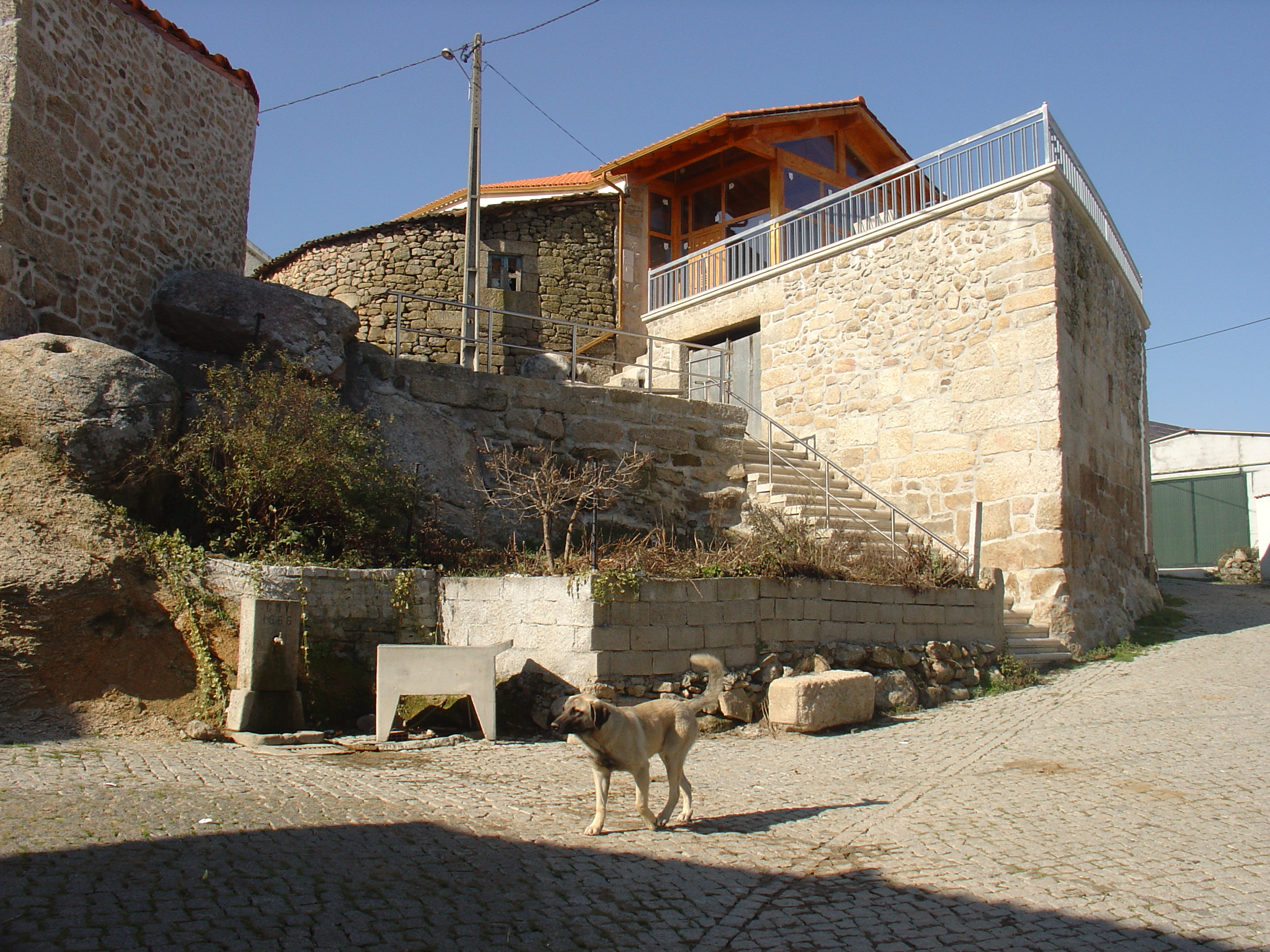
Casas de granito
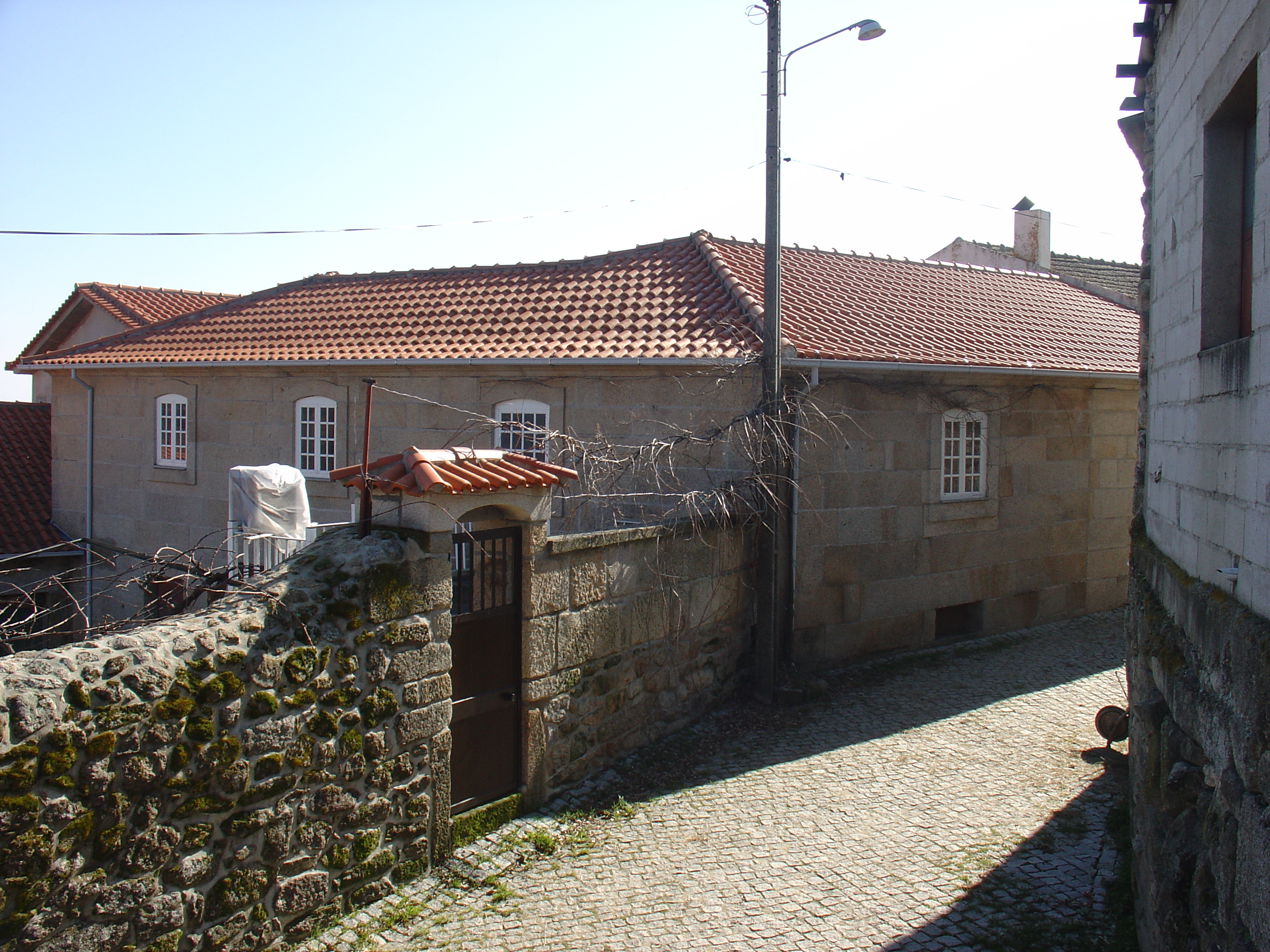
Casa
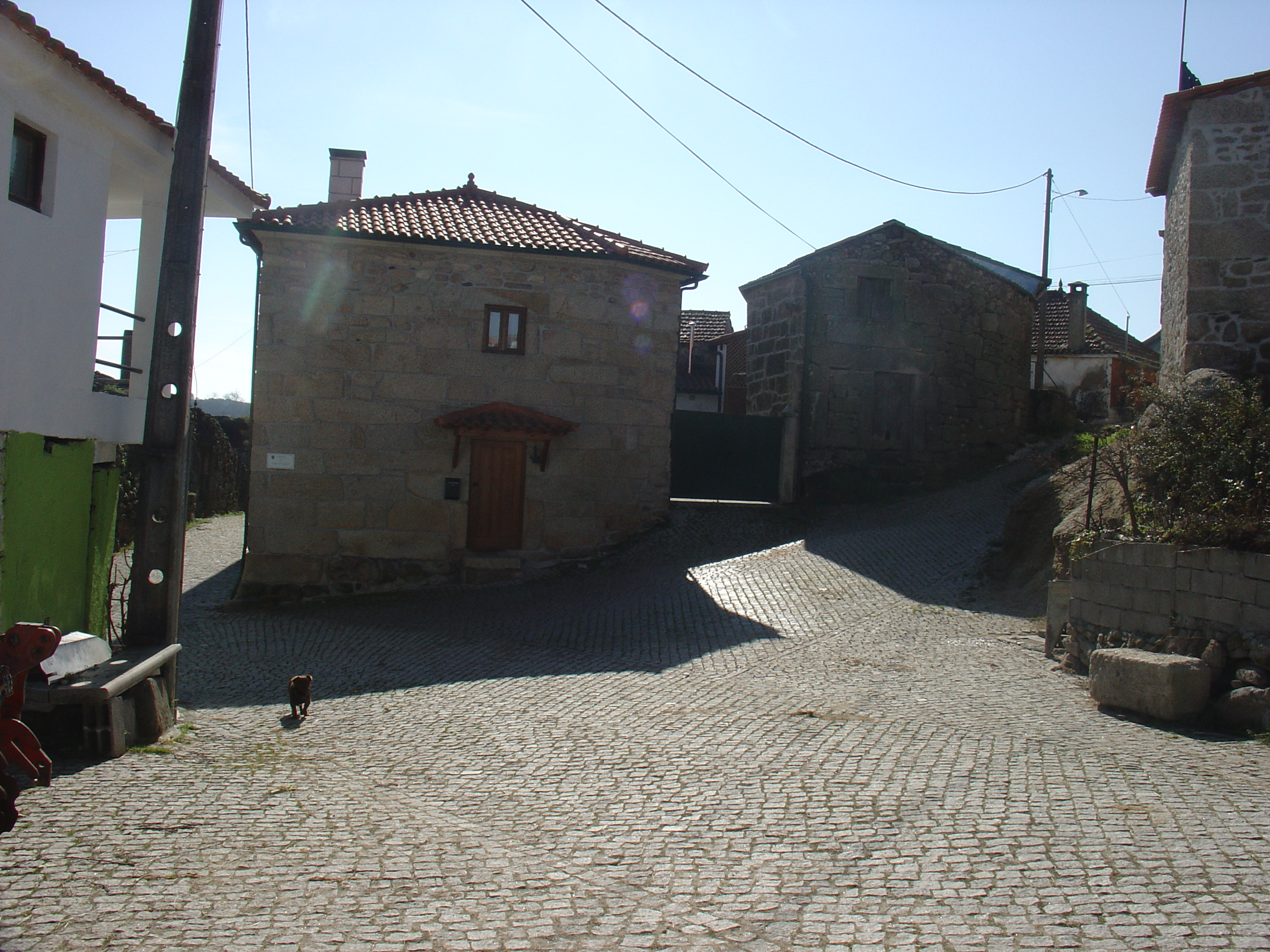
Centro Histórico